# Дирк Мартенс
Дирк Мартенс (на нидерландски: Dirk Martens) е фламандски издател и печатар.
Той е роден около 1446 година в Алст, графство Фландрия. Живее известно време в Италия, а след като се връща в родния си град открива там своя печатница. През следващите години дейността му се разраства и той основава печатници и в Антверпен и Льовен. Той издава много от трудовете на Еразъм Ротердамски и Томас Мор, включително първото издание на „Утопия“ („Utopia“, 1516), както и първите сведения на Христофор Колумб от Новия свят.
Дирк Мартенс умира на 28 май 1534 година в Алст.